# Mare Vaporum
Il mare Vaporum ("mare dei Vapori") è un mare lunare localizzato tra il mare Serenitatis a sudovest e il mare Imbrium a sudest. Il mare si è formato nel periodo Eratosteniano.

## Caratteristiche
Il mare si trova all'interno di un vecchio bacino o cratere che fa parte dell'Oceanus Procellarum, ha un diametro di 245 km ed un'area di 55000 km². Potrebbe essersi formato nel periodo Pre-Imbriano che si è esteso da 4550 a 3850 milioni di anni fa. Il nome di questo mare fu attribuito da Giovanni Battista Riccioli nel 1651.